# Yata no Kagami
Yata no Kagami (八咫鏡) é um espelho sagrado que faz parte do Relicário Imperial do Japão . Ele está guardado no Santuário de Ise , em Mie , região central do Japão , embora a falta de acesso público torna isso difícil de se verificar. O Yata no Kagami representa "sabedoria" ou "honestidade", dependendo da fonte. Seu nome significa literalmente "o espelho oito mãos", provavelmente uma referência à sua largura. Os espelhos no Japão antigo representam a verdade porque apenas reflete o que lhe foi mostrado, e eram fontes místicas e de reverência (sendo itens incomuns). 

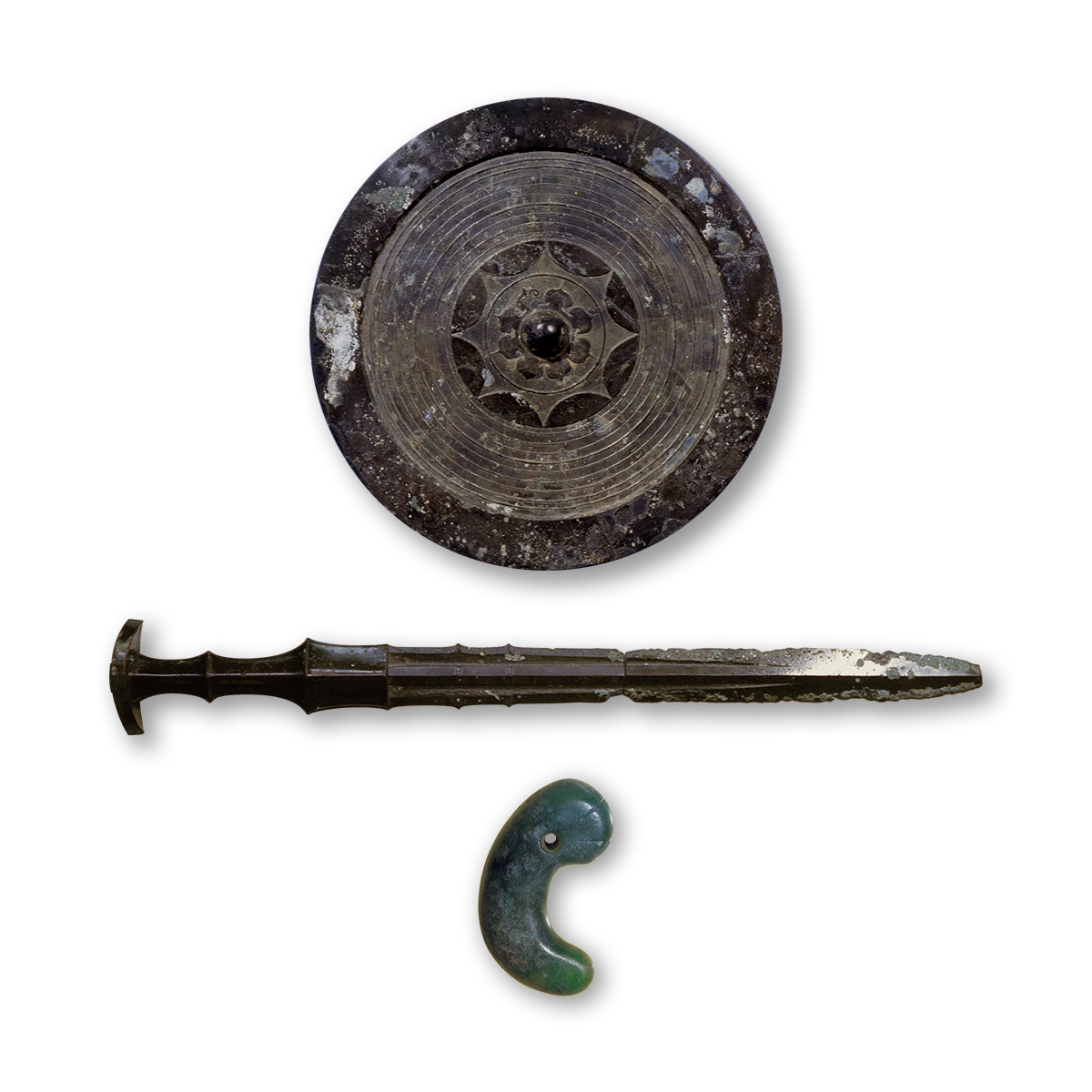
Impressão artística do Relicário Imperial do Japão

Na mitologia japonesa este espelho e a jóia Yasakani no Magatama foram pendurados em uma árvore para atrair Amaterasu de uma caverna. Os dois foram dados, junto com a espada Kusanagi , para o neto de Amaterasu, Ninigi-no-Mikoto , quando ele foi pacificar o Japão. De lá, os tesouros passaram para as mãos da Casa Imperial do Japão .
No ano de 1040 , o Espelho Sagrado foi queimado em um incêndio . Se o espelho foi irremediavelmente perdido  não se sabe. O atual governo afirma que existem três Yata no Kagami  em santuários xintoístas diferentes: um em Meiji Jingu ,Tóquio, um em Ise Jingu , e um em Atsuta Jingu , em Nagoya.